# نادي كانغاس لكرة اليد
نادي كانغاس لكرة اليد (بالإسبانية: Club Balonmán Cangas)‏ هو نادي كرة يد في إسبانيا تأسس في سنة 1961. يلعب في الدوري الإسباني لكرة اليد. يقع مقره في كانغاس دي موراثو بمنطقة غاليسيا.

## وصلات خارجية
- الموقع الرسمي